# Kolika
Kolika je jakýkoliv bolestivý stav v krajině břišní. Základně se koliky dělí na pravé a nepravé. Pravá kolika je bolestivý stav v krajině břišní, který má souvislost s trávicím traktem. Dále se pravé koliky rozlišují podle místa svého vzniku, případně podle projevů, například na plynové, neprůchodnost střev a podobně.
Tato nemoc se hojně vyskytuje u zvířat, např. koní, u nichž je kolika jednou z nejčastějších příčin úhynu. Koňský trávicí trakt je poměrně křehký a nevýkonný, koliku tedy může způsobit mnoho různých podnětů. Nejběžnější jsou: příjem závadné potravy, nervozita koně, neobvyklé anatomické uspořádání trávicího traktu, náhlá změna počasí. Určit příčinu koliky a tím i její následnou léčbu je velmi obtížné a dokáže to nemnoho veterinárních lékařů. Kolikový stav se dá i operovat, ovšem prognóza je vždy přinejmenším nejistá.